# John Prescott Knight
John Prescott Knight (født 9. marts 1803 i Stafford, død 26. marts 1881 i London) var en engelsk maler.
Knight gik først i købmandslære, studerede derefter på Akademiet, blev elev af George Clint og begyndte at udstille i 1820'erne, mest portrætter, mariner og landskaber m. v., i alt udstillede han henved 300 arbejder. Han blev 1844
medlem af Royal Academy, var dets sekretær en lang årrække, 1849—60 professor i perspektivlære.
Knight blev især populær ved Waterloo-banketten, som erhvervedes af hertugen af Wellington, og ved sine portrætter: Walter Scott, faderen E. Knight, Glover etc. Andre værker er De forskrækkede Smuglere, John Knox’s prædiken (udstillet 1855 i Paris), Whistparti etc.